# Eric van Lancker
Eric Van Lancker, (Audenarde, 30 de abril de 1961) fue un ciclista belga, profesional de 1984 a 1995 reconvertido a director deportivo en la actualidad.

## Biografía
Destacó como un gran clasicómano consiguiendo ganar la Amstel Gold Race en 1989 y la Lieja-Bastoña-Lieja en 1990.
Después de poner fin a su carrera deportiva se convirtió en director deportivo de los equipos profesionales Farm Frites en 2000, US Postal en 2002, Davitamon-Lotto en 2005 y 2006, para después dirigirá al Navigators en 2007. En 2011, el equipo americano Garmin-Cervélo le reclutó como director deportivo, con el fin de que ayudara al equipo en las Clásicas de las Ardenas.

## Palmarés
| 1985 - Milk Race, más 2 etapas - 1 etapa de la Vuelta a Dinamarca 1986 - 1 etapa del Giro de Italia - 1 etapa de la París-Niza - 1 etapa de la Vuelta a Suiza 1987 - 1 etapa del Gran Premio Guillermo Tell 1988 - 1 etapa de la Vuelta a Cantabria - 1 etapa de la Vuelta a Bélgica | 1989 - Amstel Gold Race - 1 etapa de la Vuelta al País Vasco 1990 - Lieja-Bastoña-Lieja - 1 etapa de la Escalada a Montjuich 1991 - Wincanton Classic - Gran Premio de las Américas 1992 - 2 etapas del Tour de Vaucluse 1994 - Bruxelles-Ingooigem |

## Resultados en las grandes vueltas
| Carrera         | 1984 | 1955 | 1986 | 1987 | 1988 | 1989 | 1990  | 1991 | 1992 | 1993 | 1994 | 1995 |
| --------------- | ---- | ---- | ---- | ---- | ---- | ---- | ----- | ---- | ---- | ---- | ---- | ---- |
| Giro de Italia  | -    | -    | 14º  | -    | -    | 74.º | Ab.   | -    | -    | 68.º | -    | -    |
| Tour de Francia | -    | -    | 89.º | 56.º | 74.º | -    | 100.º | 84.º | Ab.  | -    | Ab.  | -    |
| Vuelta a España | -    | -    | -    | -    | -    | -    | -     | Ab.  | -    | -    | -    | -    |
| Mundial en Ruta | -    | -    | -    | -    | -    | -    | -     | 42.º | -    | -    | -    | -    |